# Attentats de Qamishli de 2015
Les attentats de Qamishli de 2015 ont eu lieu le 30 décembre. Trois explosions ont ciblé différents restaurants dans un quartier assyrien de Qamishli, en Syrie. Au moins l'un d'entre eux a été confirmé comme étant un attentat suicide, et les deux autres seraient des attaques similaires. Au total, 16 personnes ont été tuées, dont 14 chrétiens assyriens et 2 musulmans, et 35 autres ont été blessées. Peu de temps après les attentats, l’État islamique a revendiqué la responsabilité des attentats. Les organisations assyriennes ont affirmé que les attentats à la bombe n'étaient probablement pas un acte de l'État islamique, mais peut-être un crime commis par les YPG kurdes,,.   

## Conséquences
Au lendemain des attentats, les Sootoro ont installé des points de contrôle de sécurité autour du périmètre du quartier d'al-Wusta,.  
Le 12 janvier 2016, vers 12 h 45, des centaines de combattants kurdes du YPG, à bord de 30 véhicules, se sont approchés de 500 combattants de Sootoro au point de contrôle et ont exigé qu'ils le ferment, affirmant que les points de contrôle dérangeaient les résidents. Lorsque le Sootoro a refusé, un artilleur du YPG a ouvert le feu avec une mitrailleuse montée sur un véhicule technique, frappant un combattant Sootoro à la tête et le tuant sur le coup. Les Sootoro ont riposté, tuant 3 combattants du YPG. Deux autres combattants de Sootoro ont été blessés. Trois civils ont été blessés dans les échanges de tirs. Les combats ont pris fin par un cessez-le-feu. 